# سالی می
سالی می (انگلیسی: Sallie Mae) شرکت خدمات مالی آمریکایی است، که در سال ۱۹۷۲ تأسیس شد.